# Mürlenbach

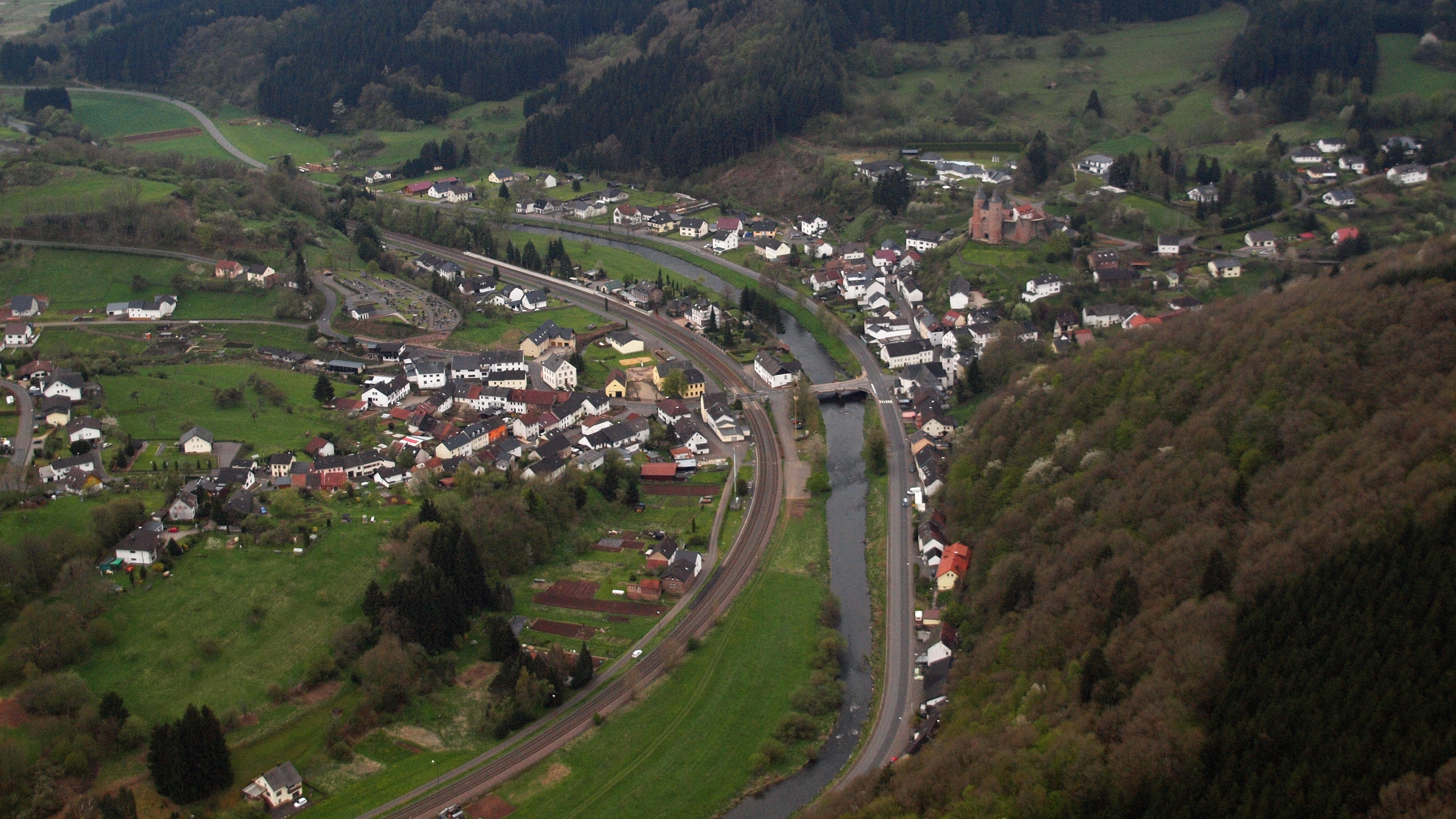
Mürlenbach, fotografía aérea (2015)

Mürlenbach  es una aldea en el distrito de Vulkaneifel (Volcán Eifel), en Renania-Palatinado. Pertenece a la mancomunidad de Gerolstein. Mürlenbach es un reconocido lugar de vacaciones.

## Geografía
Mürlenbach se encuentra en el parque natural de Vulkaneifel , y en parte en el paraje natural de interés nacional "Gerolstein y sus alrededores".
En Mürlenbach se incluyen también los lugares de residencia Etzenberg, Grindelborn, Hanert, Hardt, Haus Hersbach, Im Kreuzchen, Steinich und Weißenseifen.

## Historia
El castillo de Berta (Bertradaburg) es considerado, tradicionalmente, como uno de los posibles lugares de nacimiento de Carlomagno, pero sin ninguna prueba. La existencia del Castillo está documentada a partir del siglo XIII. Sin embargo, hay resto arqueológicos anteriores sin datar.
En los alrededores de Mürlenbach existen una serie de restos romanos y medievales  (pequeños Templos, Münzhorte) que se encuentran en los archivos del Rheinisches Landesmuseum de Trier. La localidad tuvo una cierta Importancia en la Antigüedad tardía y la Alta Edad Media, por su situación privilegiada, cercana a la antigua calzada romana de Trier a Colonia, en el cruce de una carretera secundaria, dirección este. Estos caminos fueron utilizados con toda probabilidad, al menos hasta la Alta Edad Media.
Si Mürlenbach, al principio de la Edad Media pertenecía a la Abadía de Prüm y por tanto, a la estirpe carolingia, es apenas perceptible. En la Alta Edad Media, si pertenecían a la Localidad y el Castillo de la Abadía de Prüm. El Castillo era tanto como Grenzbefestigung como Refugio del Monasterio de Prüm de Importancia. 
Con la anexión de la Abadía, por el Electorado de Tréveris en el siglo XVI, el Castillo perdiómucha importanca, a pesar de que inicialmente, fue provisto de artillería. Después de la Secularización como consecuencia de la Revolución francesa,  la fortaleza quedó parcialmente derruida y se usó como cantera.
Un fuego que produjo el 21 de noviembre de 1824, causó graves estragos a 24 casas, 25 graneros y establos, así como la iglesia, quedaron destruidas o dañadas. 
Tanto la parroquia como de la iglesia local, presentaron hasta el siglo XX en un centro regional. 
Como parte de la reforma territorial de la región de Renania-Palatinado, Mürlenbach junto con otros 14 municipios, el 7 de noviembre de 1970,  el Condado de Prüm se unió al Condado de Daun y posteriormente en el 2007, al Condado de Vulkaneifel.
Evolución de la población
La Evolución de la Población de Mürlenbach, desde de 1871 hasta 1987 según los censos de población:
| Año     | Habitantes |
| 1815    | 466        |
| En 1835 | 647        |
| En 1871 | 747        |
| En 1905 | 824        |
| En 1939 | 887        |
| En 1950 | 931        |

| Año     | Habitantes |
| En 1961 | 762        |
| En 1970 | 812        |
| 1987    | 694        |
| 1997    | 690        |
| 2005    | 612        |
| 2015    | 534        |

## Religión
La mayoría de los habitantes de Mürlenbachs son cristianos, de los cuales, a su vez, la mayor parte son católicos. Existe en el pueblo una Iglesia católica llamada de Santa Lucía.

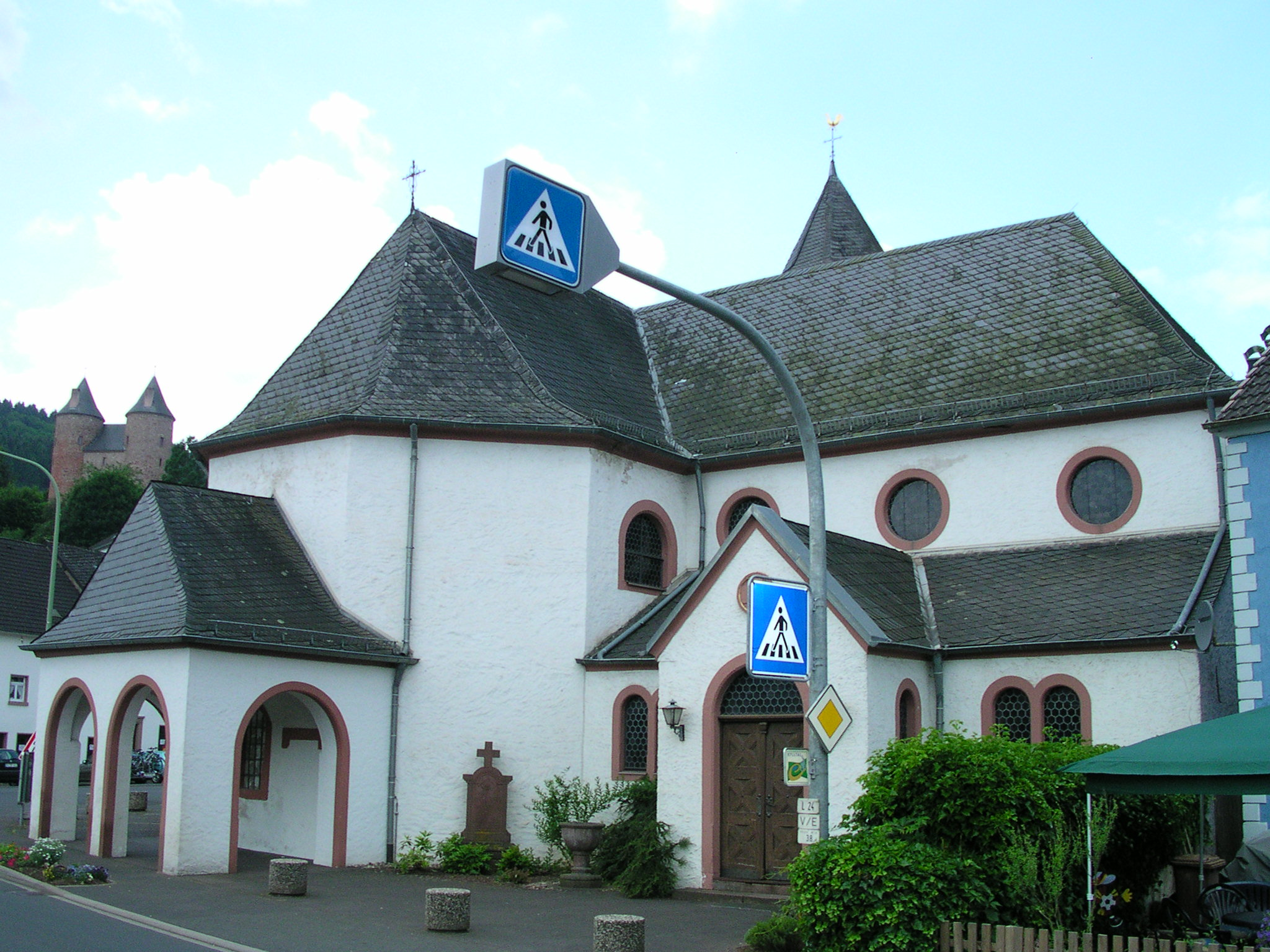
Iglesia de Sta. Lucía

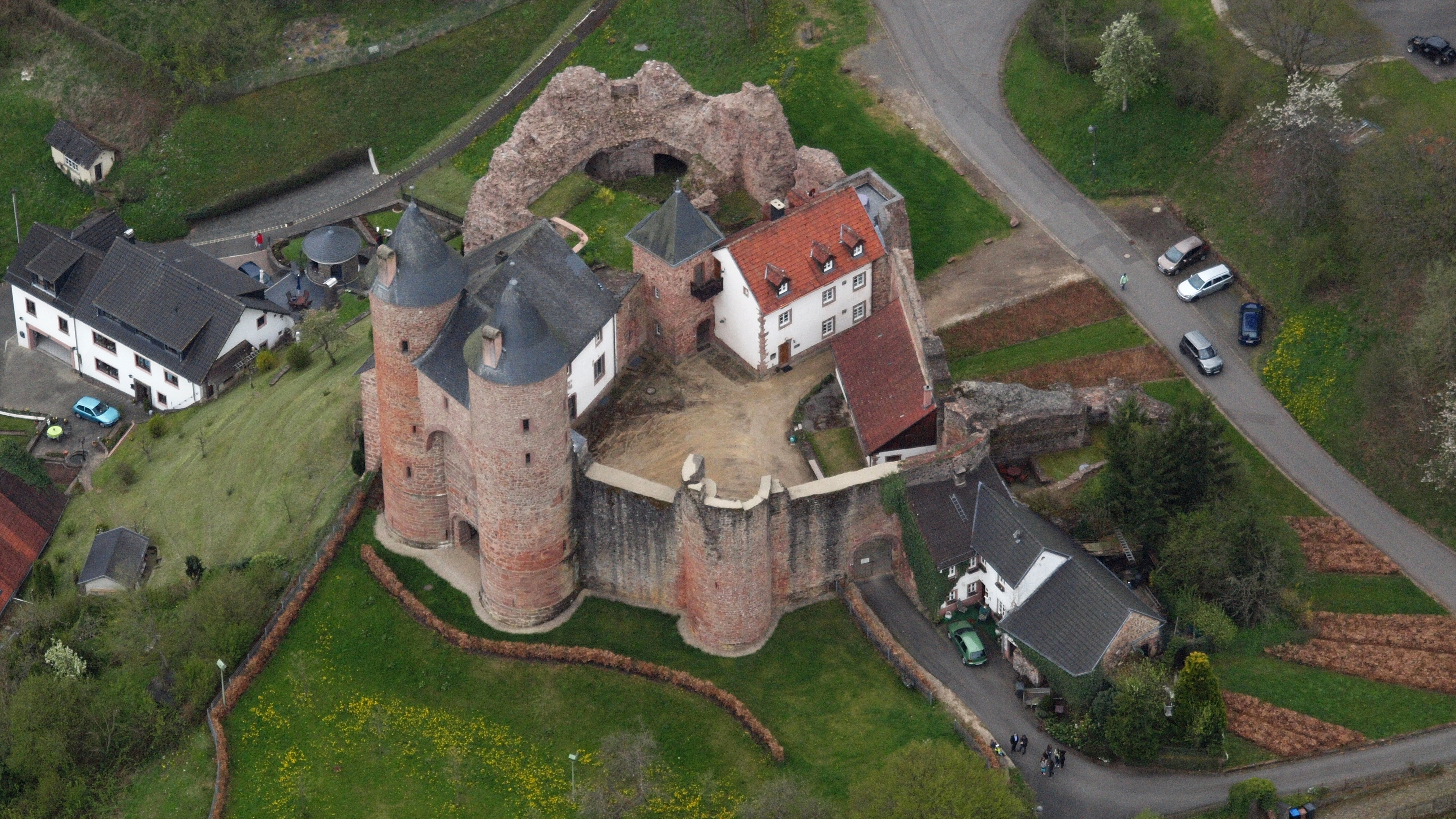
Castillo de Berta. Fotografía Aérea (2015)

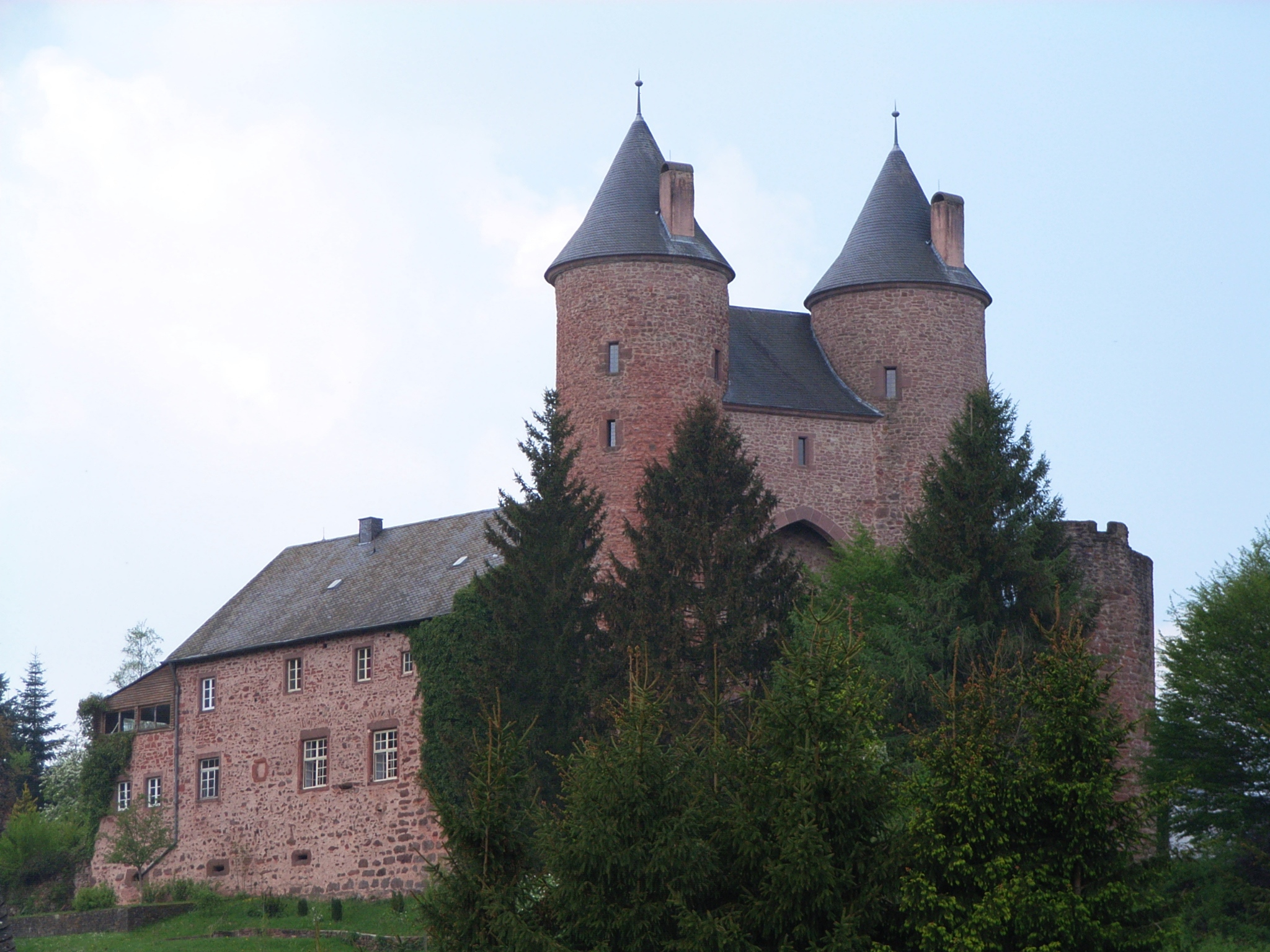
Castillo de Berta

Junto a los cristianos, vivían desde la segunda mitad del siglo XIX hasta finales de la década de 1930, un grupo de judíos en Mürlenbach. 
Su número, según los censos de población, fueron: 12 (1885), 8 (1895), 9 (1905), 4 (1930).

## Política

### Concejo municipal
El concejo municipal de Mürlenbach, se compone de doce miembros, elegidos el pasado 25 de mayo de 2014.
Distribución de escaños en el Concejo:
| Elección | CDU                     | FWG                     | Total      |
| -------- | ----------------------- | ----------------------- | ---------- |
| 2014     | por el voto Mayoritario | por el voto Mayoritario | 12 escaños |
| 2009     | 8                       | 4                       | 12 escaños |
| 2004     | 9                       | 3                       | 12 escaños |

### El transporte ferroviario
El apeadero de tren en Mürlenbach, pertenece a la línea Eifelstrecke (enlace roto disponible en Internet Archive; véase el historial, la primera versión y la última). que une (Colonia–Euskirchen–Tréveris), a través del tren regional (RB 22), con conexión en Gerolstein, con la Eifel-Express (RE 22) a Köln Messe/Deutz a través de Euskirchen y Erftstadt, y viceversa.
Para todo el transporte público, se aplica la tarifa Verkehrsverbunds Región de Tréveris (VRT).